# William M. Whittington
William Madison Whittington, född 4 maj 1878 i Franklin County i Mississippi, död 20 augusti 1962 i Greenwood i Mississippi, var en amerikansk politiker (demokrat). Han var ledamot av USA:s representanthus 1925–1951.
Whittington efterträdde 1925 William Y. Humphreys som kongressledamot och efterträddes 1951 av Frank Ellis Smith.
Whittington är begravd på Odd Fellows Cemetery i Greenwood i Mississippi.